# مايك كريستوفر
مايك كريستوفر (بالإنجليزية: Mike Christopher)‏ هو لاعب كرة قاعدة أمريكي، ولد في 3 نوفمبر 1963 في بطرسبرغ في الولايات المتحدة.

## وصلات خارجية
- مايك كريستوفر على موقعبيزبول رفرنس.كوم (الدوري الرئيسي) (الإنجليزية)
- مايك كريستوفر على موقعبيزبول رفرنس.كوم (الدوري الثانوي) (الإنجليزية)
- مايك كريستوفر على موقع مشجعي الرسوم البيانية (الإنجليزية)